# リンク式サスペンション
リンク式サスペンション（リンクしきサスペンション）とは、車軸懸架方式と呼ばれるサスペンション形式のひとつ。いわゆるコイルリジッド式。
主に駆動方式がFRの乗用車や商用車の後車軸に、また、クロスカントリータイプの四輪駆動車や、トラック・バスでは前後軸ともに使用されている。
なお、1990年代の日産の一部のFF車に見られた、サスペンション部品のサプライヤーである「ヨロズ」の提案による「リアマルチリンクビーム」式は、トーションビーム式の横方向の規制をスコットラッセルリンクという2つの特殊なリンクで行うもので、これは除外する。

## 概要
車軸と車台を数本の棒によって結び、車軸の位置決めをする方法。この棒は、前後左右に働く力のみを受け持ち、鉛直方向の荷重はばねで支えられ、車軸は上下方向の動きを許されている。この棒は両端に軸受けやゴムブッシュを持ち、ある程度自由に動きながら牽引力や制動力を車台に伝える働きをするため、「リンク」と呼ばれる。
丸パイプの直管を使った単純なのものが一般的であるが、中にはコストの掛かった鋳造や鍛造による成型品もある。
サスペンション全体を指すときは「リンク式」と呼ばれるが、部品単位では、丸パイプのものは「トルクロッド」、または単に「ロッド」、鋼板プレスや鋳造・鍛造等の複雑な形をした専用成型品は「アーム」と呼ばれることが多い。
前後方向の位置決めのトレーリングアームに、横方向の位置決めの、ラテラルロッド（パナールロッド）、ワッツリンク、A字形（または2本のロッドが離れたハの字形）もしくはV字形（または2本のロッドが離れた逆ハの字形）に組まれたロッドのいずれかが組み合わされる。A形（ハの字形）やV形（逆ハの字形）のロッド（アーム）は、アクスルに対し、車体縦方向に置かれ、前後方向の位置決めにも兼用される。

## 種類

### 3リンク式サスペンション

ラテラルロッド
（パナールロッド）

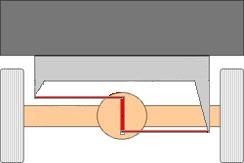
ワッツリンク

車軸の前後方向の位置決めを行う主リンクをトレーリングアーム（トレーリングリンク）またはラジアスロッドと呼び、平面視で車台中心線に平行に、左右に一本ずつ置かれる。 これだけでは横方向（車台の左右方向）の力に対し、車軸の位置を保持できないため「3本目のリンク」（ラテラルロッド、パナールロッド等と呼ばれることもある）を横方向、つまり、平面視では車軸と平行で、車台中心線と直角に配置し、横からの力を車台に伝え、車軸を支える方式である。
ラテラルロッドは、その支点を中心として振り子運動をするため、車軸（車台）の上下動の際に、車軸の横動によりタイヤが地面を横方向に「こする」力が発生する。この現象は、その名のとおり「対地スカッフィング」と呼ばれ、安定性や乗り心地が悪化する原因となる。ラテラルロッドが短い場合は、上下動に対する角度変化が大きくなり、車軸の変位（移動距離）も大きくなるため、それを軽減するため、ラテラルロッドはできるだけ長くされ、乗員や貨物の荷重のかかった、実際の使用状況で水平に近くなるように設計される。
このスカッフィングの発生を嫌い、横方向の変位のない、ワットリンクや、左右対称となるA形（ハの字形）・V形（逆ハの字形）のロッド（アーム）を位置決めに用いる車種もある。
スズキで採用しているアイソレーテッド・トレーリング・リンク式コイルスプリング（通称I.T.L.）と称するものも概要は同じだが、アクスルとトレーリングアームの結合が通常の1点から上下2点になっている。
三菱自工では3リンク式サスペンションのことを「スーパーバランス・サスペンション」と呼んでいた（例：3代目ギャランΣ、3代目ミラージュ/ランサー、4代目ミニカ等）。

### 4リンク式サスペンション
1980年代中盤からマルチリンク式サスペンションが高級乗用車やスポーツカーに用いられるようになり、アウディやメルセデス・ベンツでは4リンク式などと表現しているが、ここで説明するのはこれらの独立懸架式では無く、固定車軸式である。また、英語版ウィキペディアに見られるように、英語圏では次節の「5リンク式」を含めて「Multi-link live axle (rear suspension)」と表記されることがある。ライブアクスルとは駆動輪用の固定車軸を指し、これによりマルチリンク式独立懸架（Independent）と区別している。
前後方向の2本の主リンク（ラジアスロッド）のほかに、2本の補助リンクを平面視で「ハの字」または「逆ハの字」形に配置し、横力に対応する方法。
駆動や制動の反トルクによるアクスルハウジング（ホーシング）の前後回転を防ぐため、通常主リンクは側面視で低い位置に、補助リンクはそれよりも高い位置に配置される。

### 5リンク式サスペンション

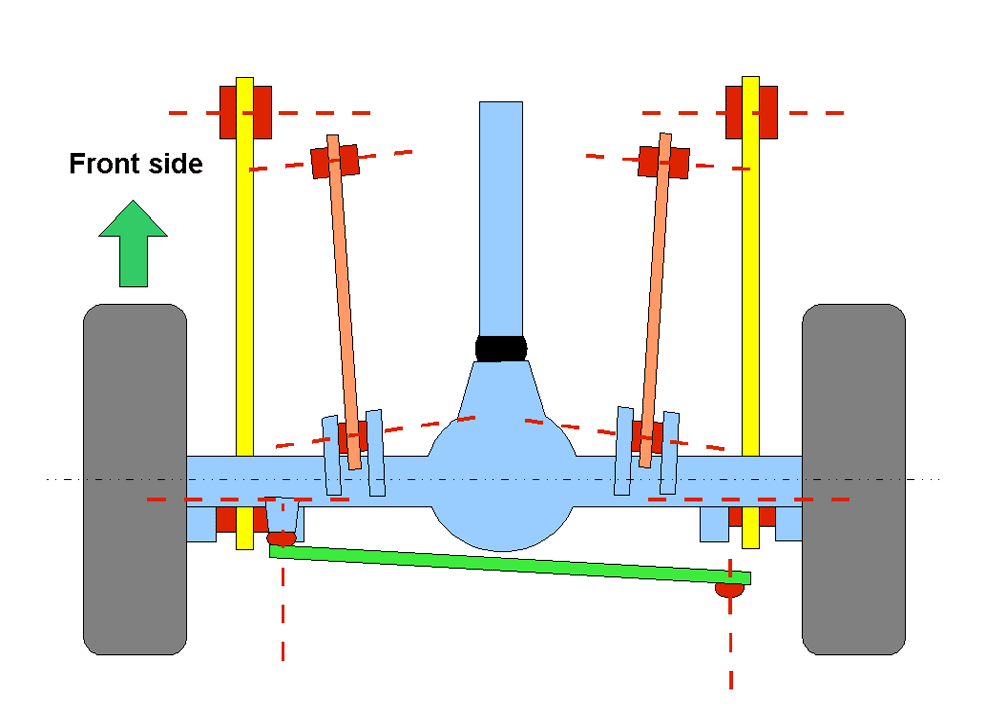
5リンク式サスペンション

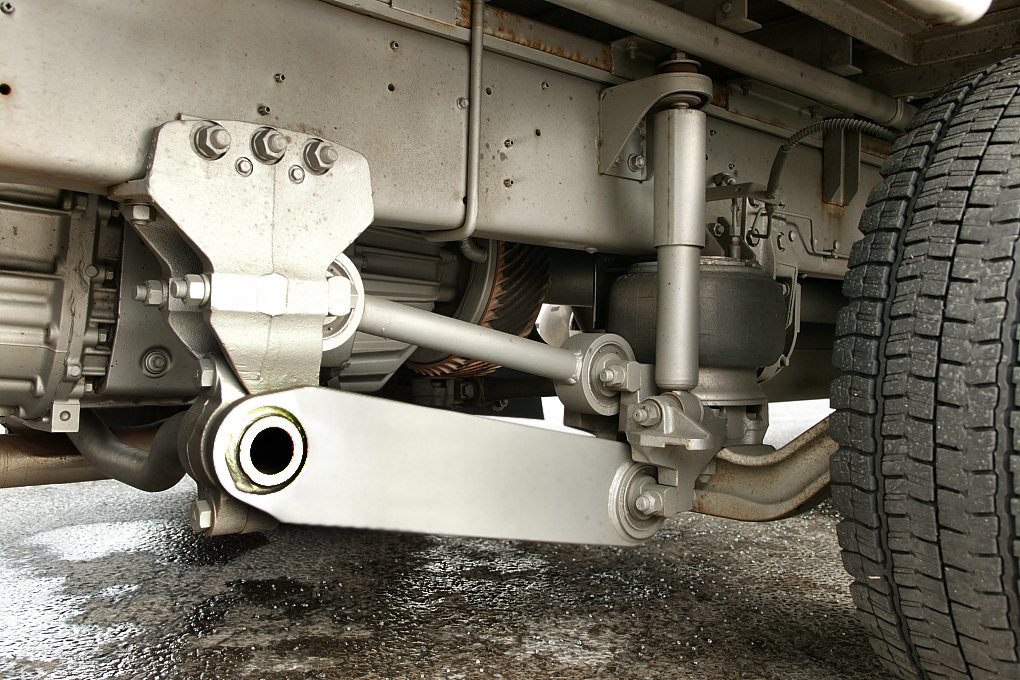
5リンク式
大型車の前軸の例
空気ばねとの組み合わせ

3リンク式の上側に前後方向の補助リンクを追加し、ラテラルロッドを含んだ5本で構成する方法。主な採用車種はトヨタ・AE86など。軽自動車ではダイハツの旧規格4WD車に採用例がある。
補助リンクは、平面視で車台中心線に平行な場合と、4リンク式に準じ、やや「ハの字」または「逆ハの字」形の場合とがある。
国営時代に設計されたアルファロメオ・アルファスッドは、後輪用アッパーアームを後方に配置したワッツリンク構成となっており、横方向の位置決めを含め、贅沢にも、3組のワッツリンクが用いられている。この5リンク式は悪路走行をする上で、足周りが3リンクと比べよく動くというメリットがあるため、元々3リンクの車両において、5リンクへと改造されることがある。

### トラニオン式サスペンション

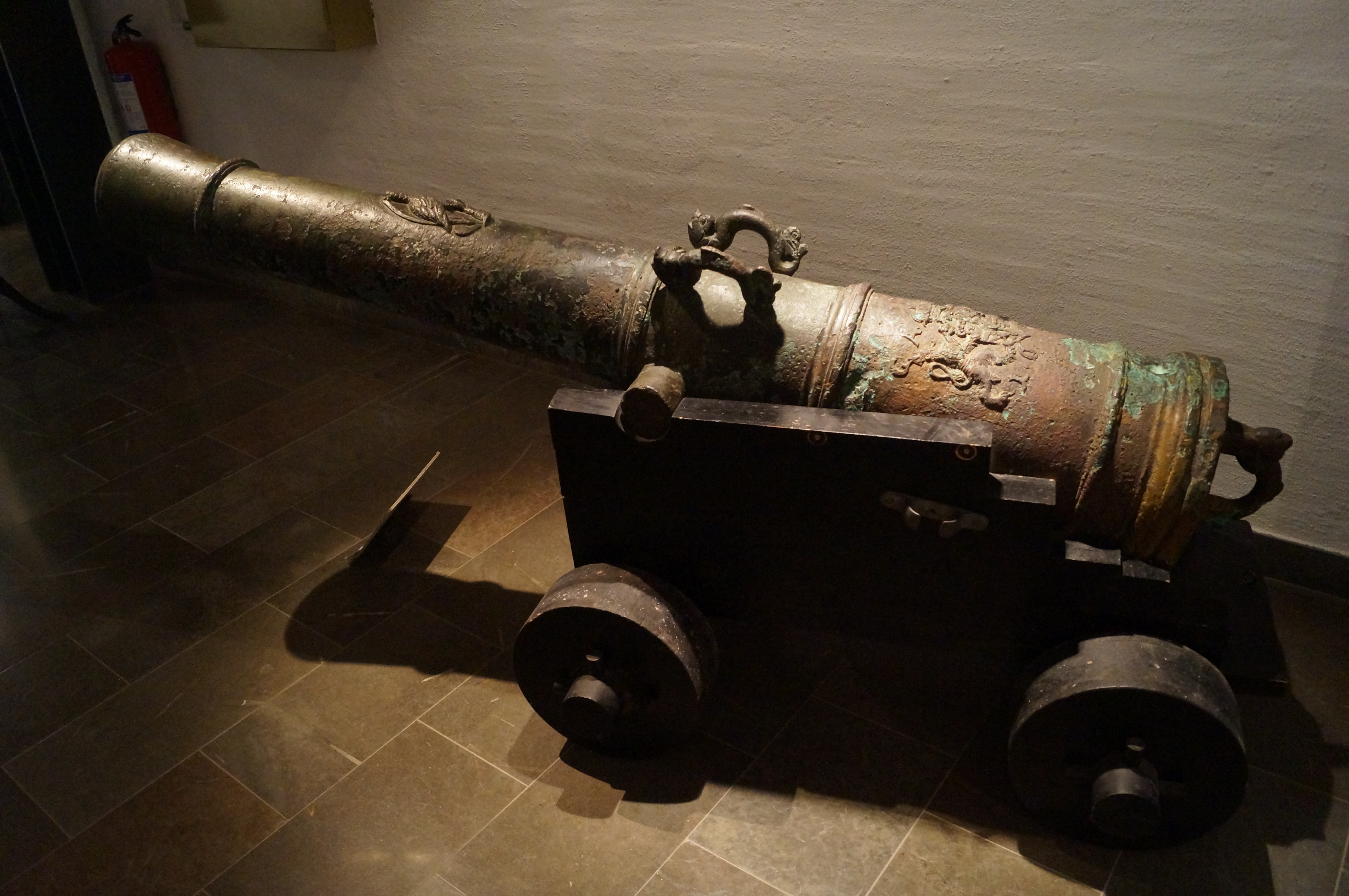
トラニオンとは大砲の砲身の横に突き出た、台車に載せるための軸。
砲耳（ほうじ）とも。

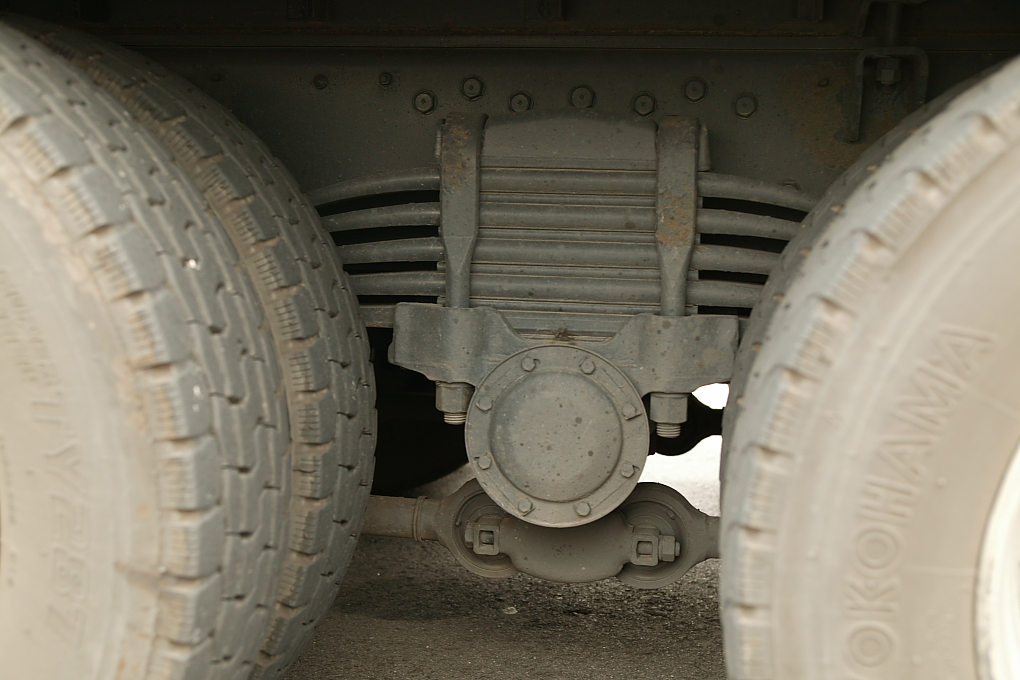
上からテーパーリーフスプリング、トラニオンシャフト、トルクロッド。

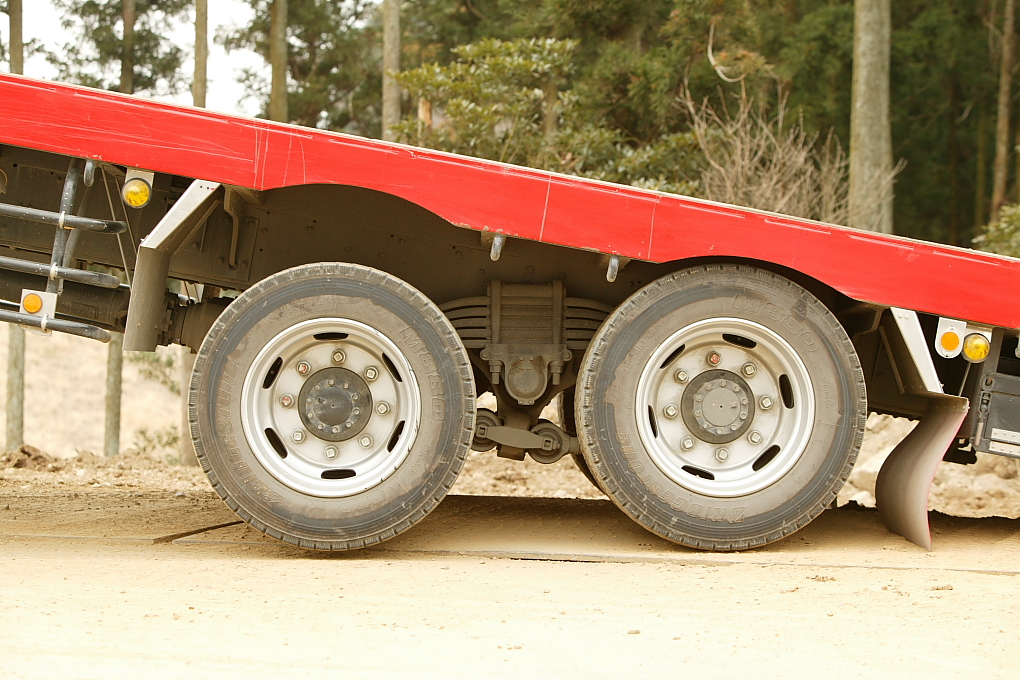
傾斜状態。
ロッドが変位している。
この状況でも、リーフスプリングがイコライザーとして働き、2軸の荷重はほぼ同等となる。

トラニオン (Trunnion) とは、もともとは大砲の砲耳（ほうじ）を指すことばで、トラニオン式サスペンションは、大型車などで、後車軸が二軸の場合に使われる懸架方式のひとつ。ばねには長さの異なる板ばねを重ねたリーフスプリングか、板間摩擦の少ない等長テーパーリーフスプリングが使われる。
車台（フレーム）にトラニオン軸を設け、それと、後車軸のアクスルハウジング（ホーシング）とをアッパー、ロワーのトルクロッドで結んだもの。車両の鉛直方向の荷重はスプリングのみが受け持つ。
二軸のためトルクロッドは8本となり、後・前軸に対してはリーディング、後・後軸に対してはトレーリング配置となる。リーフスプリングはトラニオン軸を支点にシーソー運動を許され、二軸にまたがる形で接しているだけで、シャックルなどのばね吊りリンクは不要となるほか、ばねをイコライザーとして兼用できること、ばねの数も二軸で2組のみで済むことなど、簡素で軽量にまとまる利点がある。